# Dolichopus albipalpus
Dolichopus albipalpus är en tvåvingeart som beskrevs av Negrobov 1973. Dolichopus albipalpus ingår i släktet Dolichopus och familjen styltflugor. Inga underarter finns listade i Catalogue of Life.